# Asclepias coulteri
Asclepias coulteri är en oleanderväxtart som beskrevs av Asa Gray. Asclepias coulteri ingår i släktet sidenörter, och familjen oleanderväxter. Inga underarter finns listade i Catalogue of Life.